# 索包德基焦什
索包德基焦什（匈牙利語：Szabadkígyós）是匈牙利贝凯什州所辖的一个村。总面积45.56平方公里，总人口2,434，人口密度53.4人/平方公里（2015年）。